# 1938 ve filmu

## Československé filmy
- Cech panen kutnohorských (režie: Otakar Vávra)
- Druhé mládí (režie: Václav Binovec)
- Ducháček to zařídí (režie: Karel Lamač)
- Holka nebo kluk? (režie: Vladimír Slavínský)
- Klapzubova XI. (režie: Ladislav Brom)
- Neporažená armáda (režie: Jan Bor)
- Škola základ života (režie: Martin Frič)

## Zahraniční filmy
- Four's a Crowd (režie: Michael Curtiz)
- Little Miss Broadway (režie: Irving Cummings)
- Marie Antoinetta (film, 1938) (režie: W. S. Van Dyke)